# Dorfkirche Breitenfeld (Gumtow)

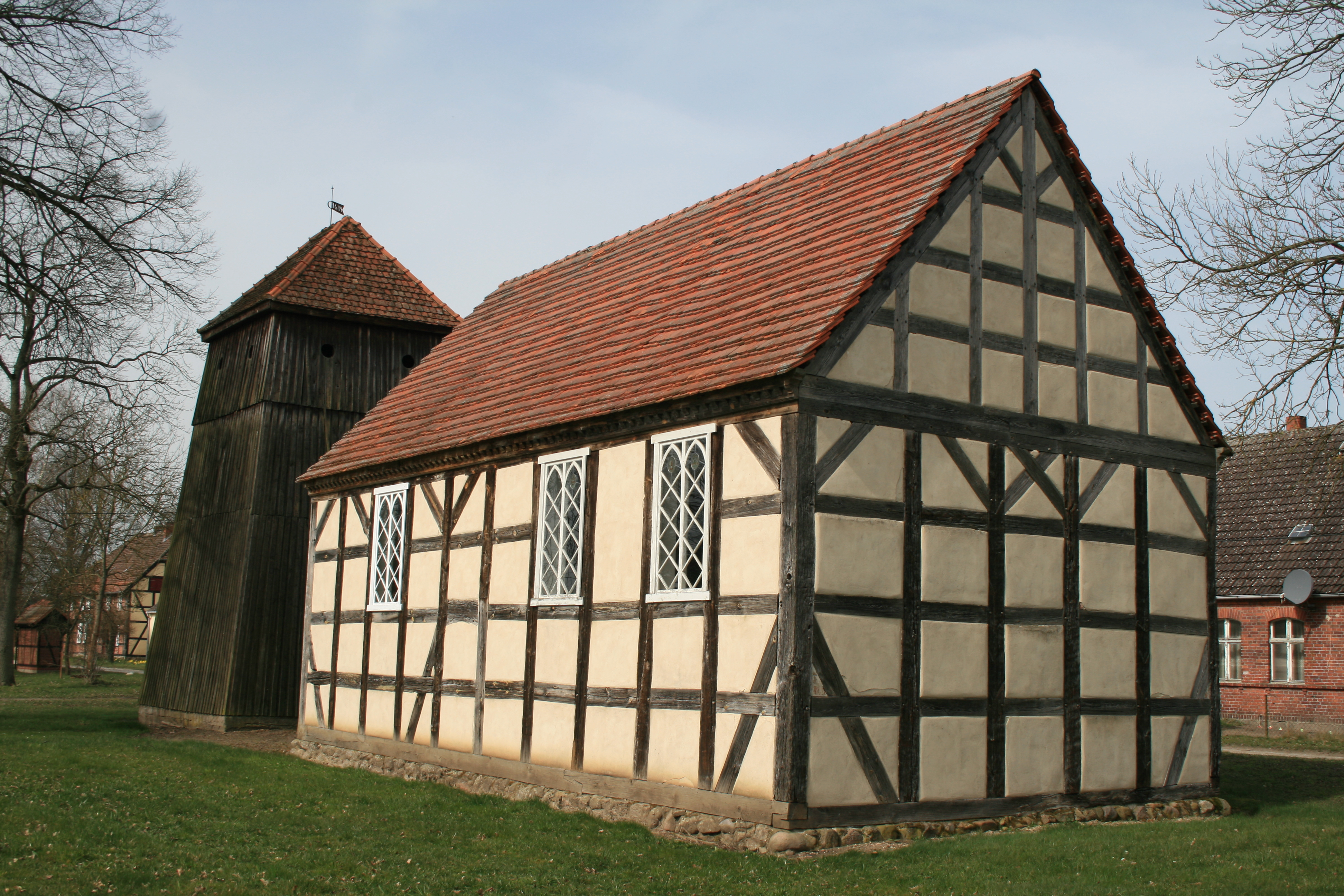
Dorfkirche Breitenfeld

Die evangelische Dorfkirche Breitenfeld ist eine Fachwerkkirche in Breitenfeld, einem bewohnten Gemeindeteil der Gemeinde Gumtow im Landkreis Prignitz in Brandenburg. Die Kirchengemeinde gehört zur Kirchengemeinde Luchleben im Kirchenkreis Prignitz der Evangelischen Kirche Berlin-Brandenburg-schlesische Oberlausitz.

## Lage
Die Straße Breitenfeld führt von Südwesten kommend in nordöstlicher Richtung durch den Ort. Die Kirche steht südlich dieser Straße im östlichen Bereich des Straßenangerdorfs auf einem Grundstück, das nicht eingefriedet ist.

## Geschichte
Breitenfeld war bis etwa 1550 Tochterkirche von Blumenthal und gesichert im Jahr 1558 als Pfarrstätte, die mit einer Wörde ausgestattet war. Diese wurde 1581 Wedenwordt genannt. Hinzu kamen zwei weitere Wörden sowie eine Hufe. Der Pfarrer erhielt im Jahr 1558 eine Wispel Scheffelkorn sowie 1581 von der Gemeinde für den Zehnt weitere 30 Scheffel sowie das dritte Lamm. Die Kirche besaß im Jahr 1558 ebenfalls eine Wörde und erhielt eine Scheffel Saat ums 3. Jahr. Im Jahr 1581 belief sich der Besitz auf eine Wörde sowie eine „heilige Wiese“. Auf Grund dieser Ausstattung muss es auch bereits eine Kirche gegeben haben, von der jedoch bislang nichts weiter bekannt ist. Das Dorf samt Kirchenpatronat gehörte zu dieser Zeit dem Kloster Stift zum Heiligengrabe.
In den Jahren 1684 bis 1686 entstand die heute noch vorhandene Fachwerkkirche. Das Dorf befand sich zu dieser Zeit in einer schlechten wirtschaftlichen Verfassung: Im Jahr 1686 lagen von den sieben Vierhufnern noch vier Höfe wüst, ebenso der Dreihufnerhof. Die „schlechten“ Wiesen brachten offenbar nur einen bescheidenen Ertrag ein („nicht mehr als 1 Fuder Heu pro Hof“). Dies änderte sich auch in den kommenden Jahrhunderten nur kaum. Im Jahr 1852 wurde der Boden als „meist sandig“ und mit einer „sehr geringen Tragfähigkeit“ bezeichnet. Zu einem nicht näher benannten Zeitpunkt kam im Westen eine Vorhalle hinzu, vor die im Jahr 1872 ein verbretterter Glockenturm gebaut wurde. Eine erste Instandsetzung der Hülle erfolgte im Jahr 1956. Die Deutsche Stiftung Denkmalschutz vermutet, dass die historischen Fenster wie auch der Glockenturm im Jahr 1872 entstanden und die Stifterscheiben dort eingebaut wurden. Bei einer Sanierung im Jahr 1993 kam jedoch ein ungeeigneter Anstrich zum Einsatz, so dass Regenwasser in den Kircheninnenraum eindringen konnte. Eine erste Sanierung des Innenraums erfolgte in den Jahren 2000 bis 2005. Im Jahr 2017 gründete sich ein Förderverein, der im Juni 2019 seine Arbeit aufnehmen konnte. Geplant ist, das Bauwerk schrittweise zu sanieren und anschließend für kulturelle Zwecke zu nutzen. In einem ersten Schritt wurde der marode Kirchturm einschließlich der Eichentür saniert. Die Fenster sollen im Zuge eines Musterprojektes mit Hilfe von Leinöl konserviert werden.

## Baubeschreibung

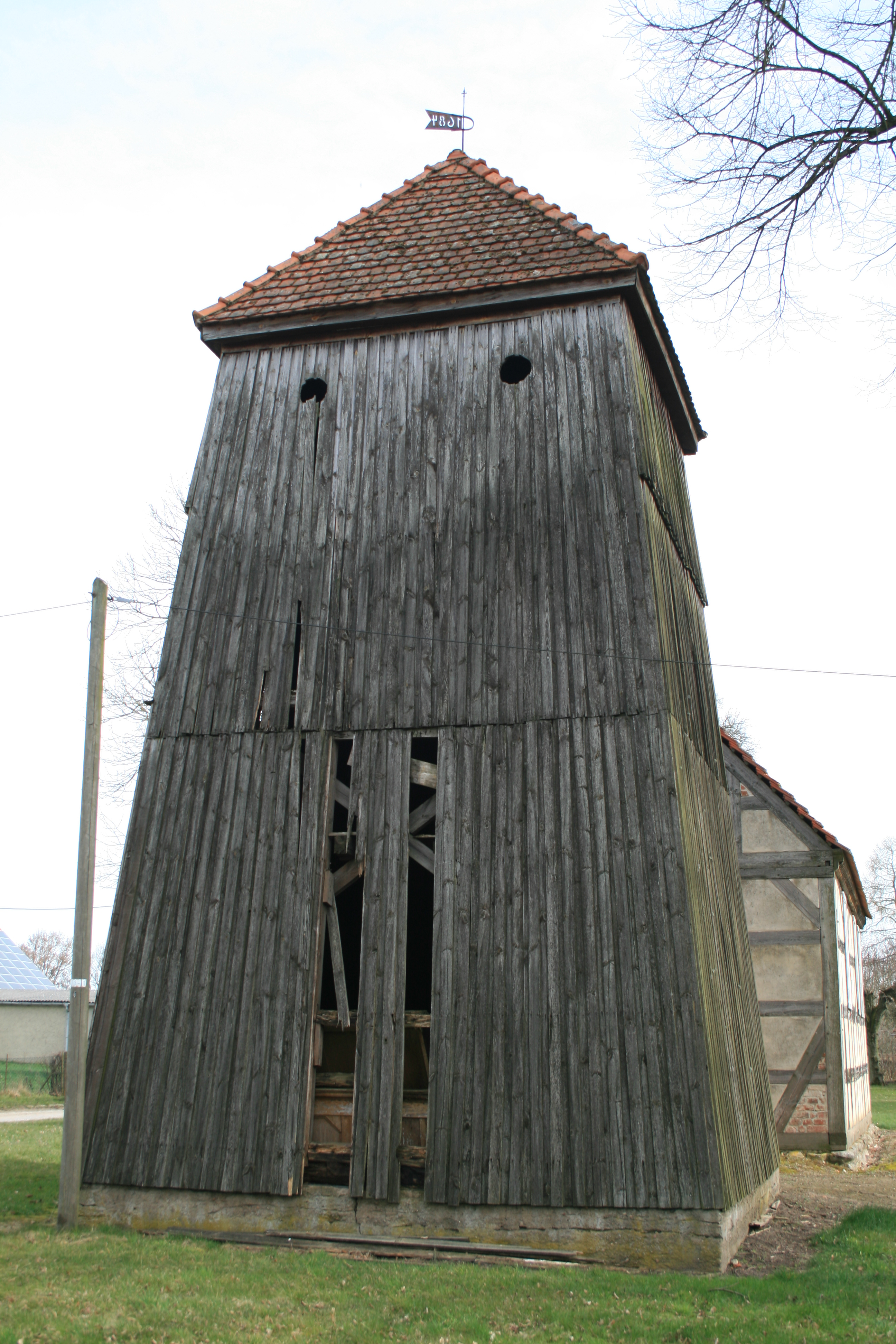
Kirchturm vor der Sanierung, 2016

Das Bauwerk wurde auf einem umlaufenden Sockel aus unbehauenen Feldsteinen errichtet und besteht im Wesentlichen aus Fachwerk, dessen Gefach mit einem hellen verputzt versehen wurde. Die Ostwand ist geschlossen. An der Nord- und Südwand befinden sich drei hochrechteckige Fenster, von denen zwei im östlichen Teil angeordnet wurden. An der Westwand befindet sich eine kleine Vorhalle mit einem rechteckigen Grundriss. Wiederum davor steht der überbreite, quadratische Kirchturm, der sich nach oben hin verjüngt. Im oberen Geschoss sind an jeder Seite zwei kleine quadratische Klangarkaden. Das Kirchenschiff trägt ein schlichtes Satteldach mit einem Zahnfries am Traufgesims, der Turm ein Pyramidendach, der mit einer Wetterfahne abschließt. Im Turm hängt eine spätmittelalterliche Bronzeglocke.

## Ausstattung
Zur Kirchenausstattung gehören ein barocker Kanzelaltar mit seitlichen Schnitzwangen sowie eine Fünte und zwei barocke Altarleuchter. In den Südfenstern befinden sich drei kleine bemalte Kabinettscheiben, die zwischen 1606 und 1700 entstanden und das Wappen der von Platen zeigen.